# Алеников, Владимир Михайлович
Владимир Михайлович Алеников (род. 7 августа 1948, Ленинград) — советский и российский режиссёр театра и кино, киносценарист, продюсер, писатель, поэт, драматург и поэт-переводчик. Заслуженный деятель искусств Российской Федерации (1999).

## Биография
Сын биофизика Михаила Владимировича Волькенштейна (1912—1992) и переводчика-испаниста Стеллы Иосифовны Алениковой (1916—1992).
В 1966—1967 годах учился на французском отделении филологического факультета Ленинградского государственного университета.
В 1967 году закончил Высшие курсы иностранных языков. Впоследствии работал учителем французского языка, русского языка и литературы в московской школе № 2. Руководил Театральной студией, где и осуществлял свои первые режиссёрские опыты, в частности поставил спектакль «За ваш счёт» по пьесе Людвига Ашкенази.
В 1972 году заочно окончил режиссёрский факультет Ленинградского государственного института театра, музыки и кинематографии, а в 1975 году — студию драматургов Арбузова и Алёшина.
В 1973 году создал любительскую киностудию «Литфильм», где и сделал свои первые фильмы. Работал учителем словесности и французского языка, одновременно начал писать пьесы, а также ставить их в театре.
По приглашению Александра Хмелика, главного редактора киножурнала «Ералаш», начал работать в журнале как автор сценариев и кинорежиссёр. Там же родились Петров и Васечкин, о приключениях которых режиссёр впоследствии снял свои знаменитые музыкальные фильмы. После ряда телевизионных картин Аленикову удалось сделать фильм, который в корне изменил его судьбу — мюзикл «Биндюжник и Король». В Голливуде снял «Время тьмы» («Time of Darkness») с Джорджем Сигалом и Тамарой Таной в главных ролях (в российском прокате «Феофания, рисующая смерть», в европейском прокате — «Очищение» / «The Clearing»).
«Я был приглашён на работу в Лос-Анджелес после неожиданного шумного успеха моего фильма „Биндюжник и Король“ на Лос-Анджелесском кинофестивале (AFI). Неожиданного, потому что это мюзикл, а я показывал его на родине мюзиклов. Тогда же я подписал свой первый голливудский режиссёрский контракт. Кроме того, в течение ряда лет я был профессором Лос-Анджелесского университета, преподавал режиссуру в киношколе. На основе этого опыта я написал книгу „Свой почерк в режиссуре“. Она вышла в издательстве „Мир искусства“, переиздана издательством „РИПОЛ. Классик“, является крайне полезным практическим пособием для начинающих режиссёров, и её активно используют в киновузах как учебник», — рассказывает режиссёр о своём американском периоде.
Владимир Алеников работает и экспериментирует в разных жанрах. Несколько лет работал в Голливуде. Его драматический триллер «Пистолет (с 6 до 7:30 вечера)» получил ряд престижных призов, в том числе представлял США в конкурсе Монреальского Всемирного кинофестиваля в 2003 году. Последние российские картины — лирическая комедия «Улыбка Бога, или Чисто одесская история» (2008 год), короткометражная драма «Полёт бабочки» (2011 год), художественный фильм «Война Принцессы» (2013 год), короткометражная лирическая лента «Кино как попытка сближения» (2015 год), однокадровый полнометражный фильм «Мастерская» (2017 год), психологический триллер по своему одноимённому роману «Странники терпенья» (2018 год) и драма, посвящённая гибели знаменитой хоккейной команды «Локомотив» — «Небесная команда» (2021 год). Последняя американская картина — «Голливудский мусор» (2013 год), где он выступил как продюсер.
Кроме этого, Владимир Алеников постоянно работает как писатель, пишет в самых разных жанрах, и для взрослых, и для детей. Последние книги — книга для молодых режиссёров «Свой почерк в режиссуре» (2011 год, дополненное издание — 2023 год), сборник стихов и прозы «Случайные закономерности» (2011 год), книги для детей «Весёлые истории про Петрова и Васечкина» (2013 год), «Чучело-мяучело» (2013 год), «Богатырская история» (2014 год), «Петров и Васечкин в стране Эргония» (2015 год), «Петров и Васечкин в Африке» (2015 год), «Петров и Васечкин в Колумбии» (2016 год), «Петров и Васечкин в горах Кавказа» (2017 год), «Пантелей, Пугало и отличница Пёрышкина» (2018 год), роман о войне «Звезда упала» (2010 год), романы «Спальный район» (2011 год), «Сумерки в спальном районе» (2012 год), «Зелёная зона» (2013 год), «Странники терпенья» (2013 год), «Мятежники» (2023 год).
Отдельной страницей в биографии режиссёра являются его театральные работы, спектакли, поставленные им в разных театрах, преимущественно по своим пьесам. Последние годы Владимир Алеников работает в театре регулярно.
В 2022 году совместно с телеканалом «Культура» снял художественный фильм «Горгона Медуза. Репетиция с оркестром», в основу которого лёг спектакль театра ANTE «Горгона Медуза», поставленный Владимиром Алениковым по своей пьесе в 2021 году. В 2023 году на Международном кинофестивале «SIFFA» в Лондоне фильм получил Приз за лучший актёрский состав и Приз за лучшую музыку. Сам Алеников получил премию «Ирида» за выдающиеся заслуги в киноискусстве.
В 2024 году режиссёр снял по своему одноимённому роману фильм «Мятежники» — острую драму о борьбе детей с ограниченными возможностями за спасение своего дома-интерната.

## Семья
В 1975 году женился на Инне Алениковой (Михайличенко), актрисе. Их брак распался в 1983 году. Сын — Филипп Алеников (Фил Волкен) (род. 1975). Кинорежиссёр и сценарист. Снимался в таких фильмах отца, как «Каникулы Петрова и Васечкина, обыкновенные и невероятные», «Биндюжник и Король» и «Короли российского сыска». Работает в Голливуде. Снял фильмы «Голливудский мусор» и «Вымогательство».
Вторая жена — Тамара Тана (Аленикова) — с 1987 года. Актриса, кинорежиссёр и сценаристка. Снималась в таких фильмах мужа, как «Феофания, рисующая смерть», «Улыбка Бога, или Чисто одесская история», «Нужные люди», «Полёт бабочки», «Война Принцессы» и др. Как режиссёр сняла фильм «Смайлик» по своему сценарию. Дочь — Анастасия Аленикова (Ален) (род. 1988), юристка, доктор юридических наук, снималась в таких фильмах отца, как «Биндюжник и Король», «Пистолет (с 6 до 7.30 вечера)» и «Война Принцессы».

## Работы, должности, членство
Художественный руководитель Российской центральной студии документальных фильмов (РЦСДФ) (2009—2014); советник по культуре Благотворительного фонда в поддержку идей гуманизма (Москва, 1999—2002 гг.); секретарь Союза кинематографистов России (1998—2000 гг.); председатель Комитета по детскому и юношескому кино Союза кинематографистов России (1998—2000 гг.); президент Регионального общественного фонда поддержки кинематографии «Открытое кино» (Москва, 1999—2001 гг.), профессор киношколы Лос-Анджелесского университета (UCLA), член Американской Ассоциации профессоров кинофакультетов (UFVA) (1992—1997). Президент кинокомпании «Аквилон», выпустившей ряд фильмов, телесериалов и телепрограмм (1998—2000); вице-президент Международного благотворительного фонда «Bright Future International» (2012−2015).
С 2011 года — президент Театрального международного фестиваля «Терра инкогнита» в Санкт-Петербурге.
С 2017 года по 2020 год — президент Балтийской Международной Академии киноискусства «Cинемэджик» (Baltic International Academy Of Filmart «Cinemagic»).
С 2018 года — президент Международного фестиваля короткометражного кино «Окно» в Омске.
С августа 2020 года — председатель Международного комитета по развитию кинематографии Евразийской организации экономического сотрудничества (ЕОЭС).
Академик Российской Академии кинематографических искусств «Ника»; академик Национальной Академии кинематографических наук и искусств России «Золотой Орёл»; академик Российской Академии короткометражного кино «Арткино». Член Гильдии кинорежиссёров России; член Гильдии киносценаристов России..
Член Международной писательской организации ПЕН-Клуб; член Международной Ассоциации журналистов.
Руководитель режиссёрской Мастерской жанрового кино ВКСР имени Г. И. Данелия, а также руководитель Мастерской жанровой кинорежиссуры и руководитель курса «Специфика работы актёра в кино» в Академии кинематографического и театрального искусства Н. С. Михалкова.
Художественный руководитель Московского Музыкально-драматического театра «ANTE».

## Театральные работы
Автор пьес, автор текстов песен и режиссёр-постановщик ряда театральных мюзиклов и спектаклей:
«За ваш счёт», премьера в Москве, (Театральная Студия Второй школы) 1972 год; «Местные», (Молодёжный театр-студия ЗИЛа), премьера в Москве, 1973 год; «История Великого государства Швамбранского», Красноярский ТЮЗ, 1974 год; «Моё сердце плачет по Франции», антреприза В. Аленикова, премьера в Доме Актёра в Москве, 1975 год; «К нам едет хулиган» (автор), мюзикл, премьера в Одесском ТЮЗе, 1984 год; «Приключения шевалье Д’Артаньяна», спектакль с людьми и куклами, премьера в Минске, в Государственном Театре Лялек, 1984 год; «Дитя мира» (пьеса с Д. Уолкомбом), советско-американский мюзикл, премьера в Москве, в Московском государственном академическом детском музыкальном театре имени Н. Сац, 1985 год, в Вашингтоне на Открытии Генеральной Ассамблеи ООН, 1986 год, почётные дипломы пяти американских городов, премия Министерства культуры СССР; «Белый Мерседес», Театр-кабаре Владимира Аленикова, мюзикл, премьера в Лос-Анджелесе, 1993 год; «Поиски любви», Антреприза Владимира Аленикова, премьера в Москве в Театре Эстрады, 1999 год, гастроли в Сибири, на дальнем Востоке; «Безумный корабль» (пьеса с Нэтэли Пелевайн), премьера в Лондоне, 2006 год; «Девушка для прощаний», Российский государственный академический театр драмы имени Фёдора Волкова, 2018 год; «Фрау Шиндлер», опера Томаса Морса, Московский академический Музыкальный театр имени народных артистов К. Станиславского и В. Немировича-Данченко, 2018 год — премия ФЕОР «Скрипач на крыше», 2019 год; «Пушкиниана. Любовь и карты», Российский государственный академический театр драмы имени Фёдора Волкова, 2019 год; «Русалочка», Ярославский океанариум «Dolphin Planet», 2019 год; «Ожидание», Московский музыкально-драматический театр «ANTE», 2021 год; «Горгона Медуза», Московский музыкально-драматический театр «ANTE», 2021 год; «Гений и злодейство», Московский музыкально-драматический театр «ANTE», 2021 год; «Смертельный джаз», Московский музыкально-драматический театр «ANTE», 2022 год; «Понаехали!», Московский Академический театр «Русская песня», 2022 год; «Любовь как невозможность», Московский музыкально-драматический театр «ANTE», 2023 год.

## Публикации
Автор десятков статей и очерков в российской и американской периодике; переводчик двух поэтических книг с эстонского; участник семи сборников поэтических переводов (с испанского и французского); автор романов, сборников рассказов, сборников стихов, а также книг для детей; автор учебника по кинорежиссуре «Свой почерк в режиссуре».

## Награды и звания
- Заслуженный деятель искусств Российской Федерации (22 ноября 1999 года) — за заслуги в области искусства[2].
- Приз «За сохранение и приумножение лучших традиций российского кино» — вручён на VI Российском кинофоруме «Амурская осень» в Благовещенске, 2009 год.
- Почётный приз «За личный вклад в развитие молодёжного киноискусства и поддержку научно-популярного кино в России» — вручён на II Всероссийском молодёжном фестивале научно-популярного фильма «Kinnofest» в Пензе, 2013 год.
- Почётный приз «За вклад в комедию» — вручён на XIV Открытом российском кинофестивале комедии «Улыбнись, Россия!» в Туле, 2013 год.
- Почётный приз «За вклад в развитие детского кинематографа» — вручён на V Всероссийском детском кинофестивале «Киноостров» в Санкт-Петербурге, 2014 год.
- Почётный приз «За огромный вклад в оздоровление морально-нравственного климата в молодёжной среде, в преодоление агрессии и межнациональной розни» — вручён Митрополитом Ярославским и Ростовским Пантелеймоном на IV Международном молодёжном кинофестивале «Свет миру» в Ярославле, 2014 год.
- Лауреат Международной кинопремии «Капля» — «За вклад в жанр хоррора и остросюжетного кино», 2015 год.
- Почётный приз «За выдающийся вклад в развитие жанрового кино» — вручён на XI фестивале «Арткино» в Москве, 2019 год.
- Медаль ордена «За заслуги перед Отечеством» II степени (29 апреля 2019 года) — за большой вклад в развитие отечественной культуры и искусства, многолетнюю плодотворную деятельность.[3]
- Премия «Скрипач на крыше» за постановку оперы «Фрау Шиндлер» в Московском академическом музыкальном театре имени К. С. Станиславского и В. И. Немировича-Данченко (19 декабря 2019 года) — https://stanmus.ru/event/466195.
- Лауреат премии «Независимое искусство — 2019» за фильм «Странники терпенья». — https://independentart.ru/2020/05/01/1756/
- Лауреат премии «Ирида» — «За выдающийся вклад в киноискусство» — вручён на Международном кинофестивале SIFFA в Лондоне 27 ноября 2023 года.
- Благодарность Мэра Москвы (26 августа 2024 года) — за вклад в развитие отечественного кинематографа, многолетнюю плодотворную работу и в связи с празднованием Дня российского кино.[4]

## Фильмография
| Год  | Название                                                                                                   | Роль                                                                                    | Аннотация                                 | Примечание                                                                                                   |  |
| ---- | --- | --------------------------------------------------------------------------------------- | ----------------------------------------- | --- |  |
| 1973 | Сад | автор сценария, режиссёр-постановщик, художник, монтажёр, актёр                         | короткометражный художественный фильм     | Литфильм, поэтическая баллада о преодолении человеческого одиночества                                        |  |
| 1974 | Комитас | автор сценария, режиссёр-постановщик, художник, монтажёр                                | художественный фильм                      | Студия телефильмов «Ереван»                                                                                  |  |
| 1974 | Увертюра                                                                                                   | автор сценария, режиссёр-постановщик, художник, монтажёр                                | документальный фильм                      | Студия документальных телефильмов, Ереван                                                                    |  |
| 1975 | Комната смеха                                                                                              | автор сценария, режиссёр-постановщик, художник, монтажёр                                | художественный фильм                      | Литфильм, драма                                                                                              |  |
| 1976 | Ералаш. Выпуск № 9 (сюжеты «В мире прекрасного», «Злоумышленник. Почти по А. Чехову» и «Чудное мгновение») | автор сценария, режиссёр-постановщик                                                    | киножурнал                                | Киностудия имени М. Горького. Роль не указана в титрах сюжетов, зато была указана в финальных титрах выпуска |  |
| 1977 | Друзья мои, книги                                                                                          | автор сценария                                                                          | документальный фильм                      | Центранаучфильм                                                                                              |  |
| 1978 | Меня зовут Русачок                                                                                         | автор сценария                                                                          | короткометражный художественный фильм     | Центрнаучфильм, сказка с животными                                                                           |  |
| 1979 | Жил-был настройщик…                                                                                        | автор сценария, режиссёр-постановщик                                                    | художественный фильм                      | Т/о «Экран», фильм о двух днях из жизни скромного, немного чудаковатого настройщика музыкальных инструментов |  |
| 1980 | История, рассказанная ночью                                                                                | автор сценария                                                                          | короткометражный художественный фильм     | Центрнаучфильм, мюзикл с шахматами                                                                           |  |
| 1981 | Репетиция детского оркестра                                                                                | автор сценария                                                                          | документальный фильм                      | Центрнаучфильм                                                                                               |  |
| 1982 | Этюд для домино с роялем                                                                                   | автор сценария                                                                          | короткометражный художественный фильм     | Т/о «Экран», комедия                                                                                         |  |
| 1982 | Чучело-Мяучело                                                                                             | автор сценария                                                                          | мультипликационный фильм                  | Союзмультфильм                                                                                               |  |
| 1982 | Июньский рубеж                                                                                             | автор сценария                                                                          | художественный фильм                      | Молдова-фильм                                                                                                |  |
| 1983 | Приключения Петрова и Васечкина, обыкновенные и невероятные                                                | автор сценария, режиссёр-постановщик, автор текстов песен, актёр                        | двухсерийный художественный фильм         | Одесская киностудия                                                                                          |  |
| 1984 | Каникулы Петрова и Васечкина, обыкновенные и невероятные                                                   | автор сценария, режиссёр-постановщик, автор текстов песен, актёр                        | двухсерийный художественный фильм         | Одесская киностудия                                                                                          |  |
| 1985 | Пантелей и пугало                                                                                          | автор сценария, текст песен                                                             | мультипликационный фильм                  | Союзмультфильм                                                                                               |  |
| 1985 | Погода на август                                                                                           | автор сценария                                                                          | художественный фильм                      | Рижская киностудия                                                                                           |  |
| 1985 | Непохожая                                                                                                  | режиссёр-постановщик, автор текстов песен                                               | двухсерийный художественный фильм         | Т/о «Экран»                                                                                                  |  |
| 1986 | Нужные люди                                                                                                | режиссёр-постановщик, автор текстов песен                                               | художественный фильм                      | Т/о «Экран»                                                                                                  |  |
| 1989 | Биндюжник и Король                                                                                         | автор сценария, режиссёр-постановщик                                                    | двухсерийный художественный фильм         | Киностудия имени Горького                                                                                    |  |
| 1991 | Пробуждение                                                                                                | автор сценария, продюсер, режиссёр-постановщик, художник, монтажёр, оператор            | документальный полнометражный фильм       | Кинокомпания «Аквилон». Фильм о трёх переломных днях в августе 1991 г.                                       |  |
| 1991 | В русском стиле                                                                                            | автор сценария                                                                          | художественный фильм                      | Одесская киностудия                                                                                          |  |
| 1991 | Феофания, рисующая смерть                                                                                  | автор сценария, продюсер, режиссёр-постановщик                                          | художественный фильм                      | Kodiak, США                                                                                                  |  |
| 1993 | Музыка | автор сценария, продюсер, режиссёр, монтажёр                                            | документальный фильм                      | Dream factory, США                                                                                           |  |
| 1994 | Миражи | автор сценария, продюсер, режиссёр, монтажёр                                            | США, короткометражный фильм               | Dream factory, США                                                                                           |  |
| 1996 | Пять вечеров с Олегом Табаковым                                                                            | автор сценария, режиссёр, монтажёр                                                      | документальный фильм                      | Т/о «Экран»                                                                                                  |  |
| 1996 | Мир искусства                                                                                              | автор сценария, режиссёр, монтажёр, автор стихов                                        | документальный фильм                      | Российское ТВ, редакция музыкальных программ                                                                 |  |
| 1997 | Короли российского сыска                                                                                   | продюсер, режиссёр-постановщик, автор текстов песен                                     | телесериал из трёх художественных фильмов | ВГТРК, Россия                                                                                                |  |
| 1997 | Спасти человека                                                                                            | автор сценария, продюсер, режиссёр-постановщик, художник, монтажёр, автор текстов песен | документальный фильм                      | Студия МЧС                                                                                                   |  |
| 1998 | Любовь Великих                                                                                             | продюсер                                                                                | телесериал из двенадцати фильмов-новелл   | РЕН-ТВ |  |
| 1998 | Величие Любви                                                                                              | автор сценария, продюсер, режиссёр-постановщик, художник, монтажёр                      | новелла в телесериале «Любовь Великих»    | РЕН-ТВ |  |
| 2003 | Пистолет (с 6 до 7:30 вечера)                                                                              | автор сценария, продюсер, режиссёр-постановщик, художник, монтажёр                      | художественный фильм                      | Front Line, США                                                                                              |  |
| 2008 | Улыбка Бога, или Чисто одесская история                                                                    | автор сценария                                                                          | художественный фильм                      | Forever and ever, Одесса                                                                                     |  |
| 2011 | Полёт бабочки                                                                                              | автор сценария, режиссёр-постановщик, монтажёр                                          | короткометражный художественный фильм     | «Мир искусства»                                                                                              |  |
| 2012 | Голливудский мусор                                                                                         | продюсер                                                                                | США, художественный фильм                 | автор сценария и режиссёр-постановщик Филипп Волкен                                                          |  |
| 2013 | Война Принцессы                                                                                            | автор сценария, продюсер, режиссёр-постановщик, монтажёр                                | художественный фильм                      | ИП «Владимир Алеников»                                                                                       |  |
| 2016 | Кино как попытка сближения                                                                                 | автор сценария, режиссёр-постановщик, монтажёр                                          | короткометражный художественный фильм     | Киностудия «Мир искусства»                                                                                   |  |
| 2016 | Запретная любовь                                                                                           | один из авторов сценария                                                                | телесериал (21 серия)                     | по мотивам романа Владимира Аленикова «Звезда упала». Телеальянс по заказу телеканала «Доверие»              |  |
| 2017 | Мастерская                                                                                                 | автор сценария, режиссёр-постановщик, продюсер (с Н. С. Михалковым)                     | художественный фильм                      | Академия кинематографического и театрального искусства Н. С. Михалкова                                       |  |
| 2018 | Странники терпенья                                                                                         | автор сценария, режиссёр-постановщик, продюсер, монтажёр                                | художественный фильм                      | по одноименному роману Владимира Аленикова                                                                   |  |
| 2019 | Классная любовь                                                                                            | автор сценария, актёр, продюсер                                                         | короткометражный художественный фильм     | Международная детская киноакадемия Cinemagic (Рига)                                                          |  |
| 2020 | Шанс молодым                                                                                               | продюсер                                                                                | художественный фильм                      | Международная детская киноакадемия Cinemagic (Рига)                                                          |  |
| 2021 | Небесная команда                                                                                           | автор сценария, режиссёр-постановщик, продюсер, монтажёр                                | художественный фильм                      | Киностудия «Ярсинема»                                                                                        |  |
| 2022 | Горгона Медуза. Репетиция с оркестром.                                                                     | автор сценария, режиссер-постановщик                                                    | художественный фильм                      | ВГТРК Канал «Культура» и МДТ «ANTE»                                                                          |  |
| 2024 | Мятежники                                                                                                  | автор сценария, режиссёр, постановщик, актёр, продюсер                                  | художественный фильм                      | «Зрительный контакт» и МДТ «ANTE»                                                                            |  |